# 藤田行政
藤田 行政（ふじた ゆきまさ）は、戦国時代から安土桃山時代にかけての武将。明智光秀の重臣。明智五宿老の1人と伝わる。通称は伝五郎または伝五。光秀から明智姓を賜り明智 伝五を名乗った。

## 略歴
光秀の父・明智光綱の代から仕えたとされるが、前半生は不明点が多い。光秀とともに畿内を転戦し、山城国静原山城主。のち光秀が本能寺の変を決意した際、明智秀満、斎藤利三らとともに、いち早くその決意を打ち明けられた重臣の1人であった（『信長公記』）。
本能寺の変では明智光忠、溝尾茂朝とともに第二陣4000を率いた。変後、大和郡山城主筒井順慶を、明智方に与力するよう勧誘すべく郡山まで赴いたが、日和見の姿勢に終始する順慶を説き伏せることはできなかった。
山崎の戦いでは体中六箇所に負傷し、淀まで退却。翌日勝龍寺城陥落の報に接し、自刃して果てた。

## 登場する作品
- 麒麟がくる -　令和2年（2020年）NHK大河ドラマ、演：徳重聡[2]